# James Shekhar
James Shekhar (Hindi जेम्स शेखर; * 23. September 1967 in Singamparai, Tamil Nadu) ist ein indischer Geistlicher und römisch-katholischer Bischof von Buxar.

## Leben
James Shekhar besuchte zunächst das Knabenseminar in Muzaffarpur. Anschließend studierte er Philosophie und Theologie am Priesterseminar St. Joseph in Allahabad. Am 26. Mai 1996 empfing er das Sakrament der Priesterweihe für das Erzbistum Patna.
Nach der Priesterweihe war er zunächst in Mokama in der Pfarrseelsorge tätig und von 1998 bis 2003 Diözesanjugendseelsorger sowie Professor am Seminar St. Mary. Von 2003 bis 2005 studierte er in Rom an der Päpstlichen Universität Heiliger Thomas von Aquin und erwarb das Lizenziat in biblischer Theologie. Anschließend setzte er seine Studien bis 2009 an der Universität Innsbruck fort und wurde in biblischer Theologie promoviert. Von 2009 bis 2015 war er persönlicher Sekretär von Erzbischof William D’Souza SJ. Ab 2015 war er Sekretär des Bischofsrats für die Bundesstaaten Bihar und Jharkhand sowie der Andamanen.
Papst Franziskus ernannte ihn am 4. Februar 2023 zum Bischof von Buxar. Der emeritierte Erzbischof von Patna, William D’Souza SJ, spendete ihm am 25. März desselben Jahres auf dem Gelände der Kathedrale von Buxar die Bischofsweihe. Mitkonsekratoren waren dessen Nachfolger Sebastian Kallupura und der Erzbischof von Raipur, Victor Henry Thakur.